# Las ilusiones perdidas
Las ilusiones perdidas (título original en francés: Illusions perdues) es una novela de Honoré de Balzac que pertenece a su serie titulada La comedia humana. Fue publicada originalmente en tres partes entre 1836 y 1843, cuyos títulos fueron: Les Deux Poètes («Los dos poetas»), Un grand homme de province à Paris («Un gran hombre de provincias en París») y Ève et David («Eva y David»). Forma parte del gran conjunto de sus estudios de costumbres, y más concretamente de sus «Escenas de la vida provinciana» (Scènes de la vie de province).

## Argumento
Narra el esfuerzo y la miseria de un joven francés de provincia llamado Lucien de Rubempré o Lucien Chardon, que viaja a París en busca de la gloria de la literatura y de la poesía. Sus esperanzas pronto se ven frustradas al descubrir el usurero mundo editorial y las dificultades de conseguir una oportunidad. Esto, junto con su orgullo y su debilidad por el lujo y los fastos, hacen que fracase en su inocente propósito de vivir de su literatura, y le lleva a engrosar la lista de las «ilusiones perdidas» de tantos jóvenes poetas como él.

## Adaptaciones
En 2021, se realizó una adaptación cinematográfica homónima. La película fue nominada a quince premios César, de los que ganó siete, incluyendo mejor película.